# Fernando Añón Emet

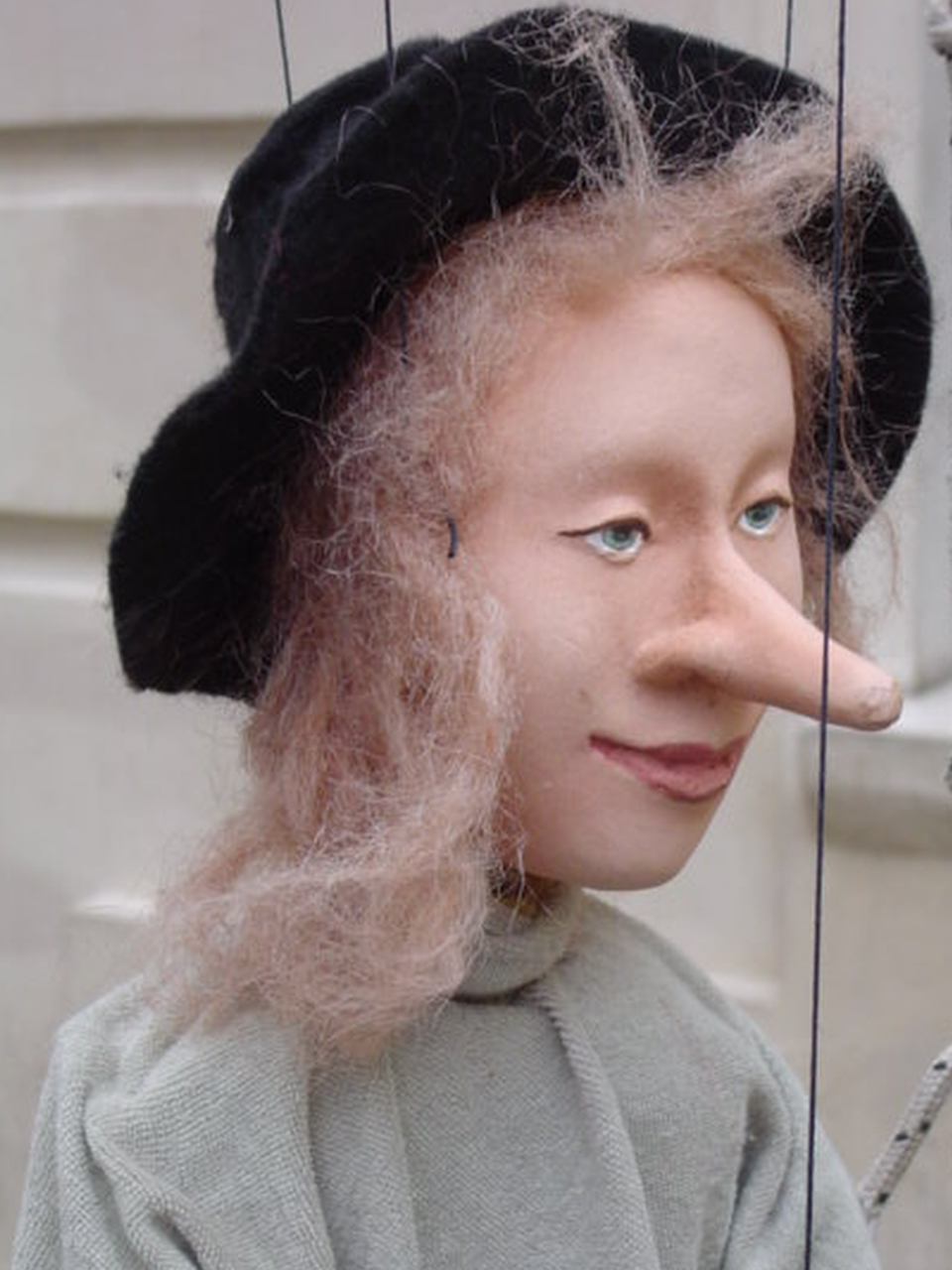
Bruxa - Feira de San Telmo - Buenos Aires.

Fernando Añón Emet é um artista portenho, especializado em cenários e marionetes.
Expõe regularmente o seu trabalho na Feira de San Telmo, que acontece todos os domingos no bairro boêmio do mesmo nome. As sua marionetes, feitas em papel machê, são ricas em detalhes e transmitem emoção em suas apresentações.

## Prêmios recebidos
- Mención Especial del Jurado a la Mejor Presentación de Stand - 2006 - 6ª Feira Nacional - Rosário.